# Huehuetán, Chiapas
Huehuetán är en ort i Mexiko.   Den ligger i kommunen Huehuetán och delstaten Chiapas, i den sydöstra delen av landet, 900 km sydost om huvudstaden Mexico City. Huehuetán ligger 64 meter över havet och antalet invånare är 7 265.
Terrängen runt Huehuetán är platt åt sydväst, men åt nordost är den kuperad. Runt Huehuetán är det tätbefolkat, med 319 invånare per kvadratkilometer. Närmaste större samhälle är Tapachula, 18,6 km sydost om Huehuetán. Omgivningarna runt Huehuetán är en mosaik av jordbruksmark och naturlig växtlighet.